# Filmaufzeichnung

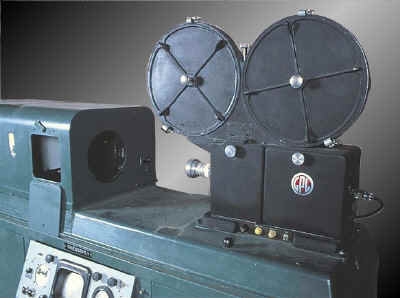
Kinescope-Vorrichtung

Eine Filmaufzeichnung (kurz: FAZ) bezeichnet eine Reihe von Techniken, um digitale oder analoge (Video-)Bilder auf Film auszubelichten. 

## 1950er bis 1970er Jahre
In den 1950er bis 1970er Jahren fand die Kinescope-Technik (auch Telerecording genannt) Verwendung, bei der vor einem Fernsehmonitor ein spezielles Filmkameragestell und eine Filmkamera (üblicherweise wurde 16-mm-Film verwendet) angebracht wurden. Das Gestell schattete das Fernsehbild so ab, dass kein Seitenlicht eintreten konnte. Die Kamera wurde dann mit 25 Bildern pro Sekunde betrieben und mit dem Fernsehsignal synchronisiert, um das Fernsehbild ohne Probleme, d. h. ohne Laufstreifen u. Ä. aufzeichnen zu können. So konnten Sendungen, die live gesendet wurden oder auf MAZ aufgezeichnet waren, präserviert und das Videoband wiederverwendet werden. Das Bild einer solchen FAZ ist vergleichsweise schlecht, da jedes zweite Halbbild fehlt und somit die vertikale Auflösung um die Hälfte verringert ist und die Bewegung nicht so glatt erscheint. Jedoch konnte so gewährleistet werden, dass die Aufzeichnung auch später noch anschaulich war oder aber in Länder mit anderen Fernsehnormen exportiert werden konnte. Oftmals wurden auch Farbsendungen in Schwarzweiß aufgezeichnet, um diese später in Länder mit einem weniger modernen Fernsehsystem ohne Farbe zu exportieren. Durch das universelle Filmmedium gab es keine Probleme mit den verschiedenen Videoformaten (PAL, NTSC, SECAM).

## Situation heute
Der Begriff FAZ ist heute als Teilschritt weitgehend in dem des Digital Intermediate aufgegangen, da die Mehrzahl aller Kinofilme inzwischen digital gemastert wird. Zur Kinoauswertung kommen hierbei neben Filmträgern zunehmend auch digitale Master, zumeist der Norm der DCI zum Einsatz, bei denen die FAZ überflüssig ist.
Verschiedene Typen von Filmbelichtern liefern hierbei unterschiedliche Qualität zu unterschiedlichen Kosten. Das Spektrum erstreckt sich vom günstigsten DV-Abfilmen – wie beispielsweise für Dogma 95 genutzt – bis zur seltenen und kostenintensiven 4K-Technik.